# Juan Pablo Vaulet
Juan Pablo "JP" Vaulet (Córdova, 22 de março de 1996) é um basquetebolista profissional argentino que atualmente joga pelo Weber Bahía Blanca da Liga Nacional de Básquet. Vaulet tem sido comparado ao seu compatriota Manu Ginóbili. O irmão de Manu, Sebastián, treinou Vaulet enquanto ele estava com o Estudiantes em 2014-15.

## Carreira profissional
Como júnior, Vaulet jogou por clubes como o Parque Vélez Sarsfield, Unión Eléctrica, General Paz Juniors e Hindú Club.
Em 2014, Vaulet começou sua carreira profissional, assinando com o Weber Bahia Estudiantes da Liga Nacional de Básquet. Em sua temporada de estreia, ele teve uma média de 7,2 pontos e 4,1 rebotes em 34 jogos.

### NBA
Vaulet entrou no Draft da NBA de 2015 como o mais jovem pré-participante internacional a ser elegível no dia do draft. Em 25 de junho de 2015, ele foi escolhido como a 39ª escolha geral pelo Charlotte Hornets, que mais tarde trocou seus direitos de draft com o Brooklyn Nets, em troca de duas escolhas futuras de segunda rodada, bem como uma compensação em dinheiro.

## Carreira internacional
Vaulet jogou com a Seleção Argentina em várias competições juniores da FIBA.